# Hoài An (nhạc sĩ, sinh 1929)
Hoài An (tên thật Nguyễn Đắc Tịnh, 1929–2012) là một nhạc sĩ Việt Nam nổi tiếng với các ca khúc như Câu chuyện đầu năm, Trăng về thôn dã, Tình lúa duyên trăng, Thiên duyên tiền định... Ông còn có một bút danh khác là Trang Dũng Phương.

## Tiểu sử
Có rất ít thông tin về ông
Hằng năm mỗi dịp xuân về, ca khúc Câu chuyện đầu năm của ông vẫn thường được cất lên như dấu hiệu mừng mùa xuân đến và hy vọng vào năm mới. Những ca khúc về nông thôn của ông cũng rất thành công như Trăng về thôn dã, Tình lúa duyên trăng, Thiên duyên tiền định...
Do thời cuộc biến đổi sau năm 1975, một số bản nhạc của ông đã bị thất lạc.
Ông qua đời vì bệnh phổi vào ngày 15 tháng 3 năm 2012 tại nhà riêng ở Tân Bình, Thành phố Hồ Chí Minh  và an táng tại nghĩa trang Đa Phước, Bình Chánh .
Ông đã để lại một số tác phẩm chưa được phổ biến.

## Danh sách tác phẩm

### Sáng tác riêng
- Anh sẽ về
- Biết phải làm sao
- Câu chuyện đầu năm (1964)
- Chiếc áo mùa xuân
- Chúng mình vẫn còn (Trang Dũng Phương - Lê Hoài)
- Ca khúc yêu đời
- Còn nhớ hay quên
- Duyên đời
- Duyên nợ đôi ta (Trang Dũng Phương)
- Đôi đường ly biệt
- Giấc mơ ban đầu
- Gửi ánh trăng thề (1956)
- Hai mái tóc một cuộc đời
- Khi đã thương nhau
- Không bao giờ nhạt phai (Hoài An - Trang Dũng Phương, 1970)
- Kỷ niệm nào buồn (1964)
- Lỡ làng
- Mộng về đêm trăng (1957)
- Ngày về thăm nhau (1965)
- Ngày về thăm quê anh (Trang Dũng Phương, 1973)
- Người đã phụ ta
- Ngày xuân thăm nhau (Hoài An – Trang Dũng Phương, 1969)
- Tâm sự ngày xuân (nhiều nơi ghi sai là Tâm sự nàng xuân) (1967)
- Tìm ai trong cả cuộc đời
- Tình người hậu tuyến (1958)[3]
- Tấm ảnh không hồn (1972)
- Tâm sự người về
- Tình chết theo đàn
- Tình mùa hoa nở
- Trăng lúa miền Nam
- Trăng nước miền em (1959)
- Trước giờ tạm biệt (1964)
- Trước khi trả lời (Trang Dũng Phương)
- Thôi đành tan vỡ
- Thu khóc tình sầu
- Từ miền xa người nghĩ về
- Xin đừng lỗi hẹn (Trang Dũng Phương)

### Sáng tác chung
- Ca khúc yêu đời (Hoài An – Huyền Linh)
- Dạ khúc đêm trăng (Hoài An – Hồ Đình Phương)
- Dựng một mùa hoa (Hoài An – Phó Quốc Thăng)
- Đừng buồn khi cách biệt (Hoài An – Y Vân)
- Đêm kỷ niệm (Hoài An - Lê Dinh)
- Hương nhạc tình quê (Hoài An – Huyền Linh)
- Khúc nhạc thanh bình (Hoài An – Anh Hoa)
- Lá thư đầu mùa (Hoài An – Hồ Đình Phương)
- Lúa đẹp chiều hôm (Hoài An – Phạm Thế Mỹ)
- Mùa hoa ước hẹn (Hoài An – Hồ Đình Phương)
- Nước mắt đêm mưa (Minh Kỳ – Hoài An)
- Quê tôi (Hoài An – Phó Quốc Thăng)
- Thanh bình trở lại thôn xưa (Hoài An – Phó Quốc Thăng)
- Thiên duyên tiền định (Trang Dũng Phương (Hoài An) – Nguyên Lễ (Hoài Linh)
- Tình lúa duyên trăng (Hoài An – Hồ Đình Phương)
- Tình người lữ thứ (Hoài An – Huyền Linh)
- Trăng về thôn dã (Hoài An – Huyền Linh)
- Trăng lúa miền nam (Hoài An – Hồ Đình Phương)

### Sáng tác chưa phổ biến
1. Anastasia[4].
2. Bán sầu.
3. Chỉ còn xuân thôi.
4. Dù chỉ một lần.
5. Đón xuân nhớ Mẹ.
6. Đời anh vẩn cô đơn.
7. Em vẩn là hoa khôi trong mắt anh.
8. Giây phút mộng du.
9. Giọng hát vô tình.
10. Gặp nhau làm chi nữa.
11. Hoa nở trong tim.
12. Như áng mây trời.
13. Nhớ về với em nhé.
14. Sẻ gặp lại nhau.
15. Thêm một tình quê.
16. Thuyền mộng cặp bến chưa.
17. Thương ve sầu hạ.
18. Tỉnh mộng còn thương.
19. Viết thêm vào hồn quê.